# صلام

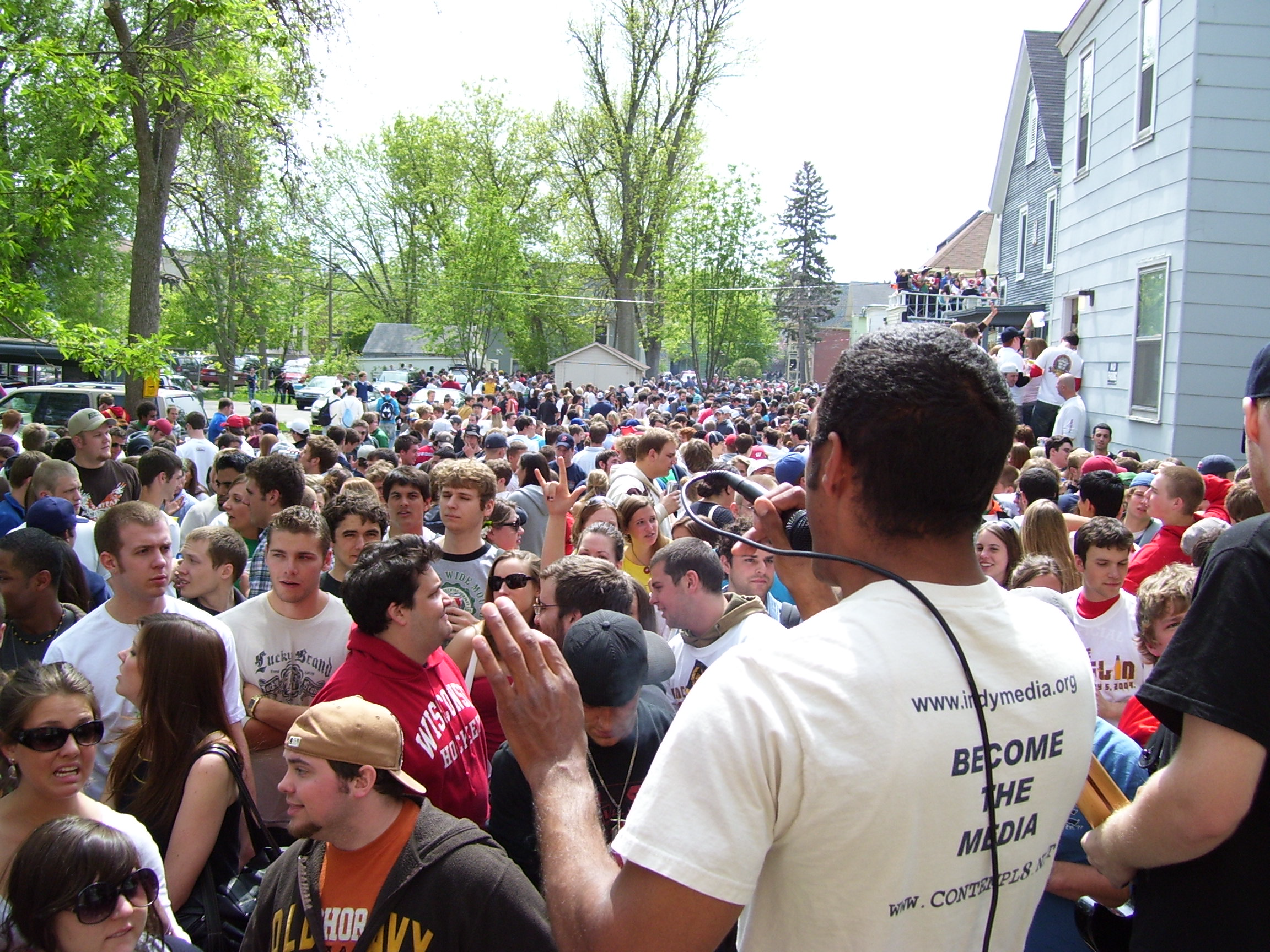
حفل الصلام في الولايات المتحدة سنة 2007

الصلام هو فن كلامي ظهر سنة 1986 في الولايات المتحدة، ويعتبر الشاعر الأمريكي مارك سميث أول من مارس هذا النوع من الفن.
هذا الفن الكلامي يطرح مواضيع مختلفة وواقعية، يتم تناولها بحرية وبدون قيود، ويعتمد على المهارة الخطابية وقوة الكلام، وأحيانا يكون الكلام كوميديا. على العموم فممارس هذا الفن يقرأ خطاب بطريقة خطابية قوية ويتناول أي موضوع شاء من أجل المشاركة للتغلب ومواجهة الحياة الاجتماعية.

## تاريخ الصلام
بدأ فن الصلام يظهر للوجود على يد الشاعر الأمريكي مارك سميث سنة 1986، هو كاتب من الطبقة العاملة في شيكاغو، كان يحب الرسوم المتحركة، المسرح وكل شيء له علاقة بالإبداع الفني، لكن أراد أن يغير نمط الفن الموجود في الولايات المتحدة آنذاك وكان يعتبر أن تكرار تلك الفنون سيجعل الأمر مملا. أستدعي لتنظيم جلسة من أجل القراءة في شيكاغو، تحت اسم «Uptown Poetry Slam»، في هذا الحفل كانت خشبة المسرح مفتوحة للجميع وكل من أراد قراءة قصيدة أو شعر، شرط أن يكون الخطاب واقعي وخالي من العواطف وأن يعبر عن هموم ومشاكل الساكنة وخصوصا الطبقة العاملة. مصطلح الصلام تم اختياره من طرف مارك سميث.

## الصلام فيأوروبا
ظهر أول مرة في أوروبا سنة 1993 في السويد، فنلندا وإنجلترا.
• في فرنسا: ظهر سنة 1995، في لقاء للشعراء، لم تكن آنذاك قواعد الصلام معروفة، في سنة 1998 طرح الأمريكي مارك لوفين فيلم تحت اسم الصلام فلاقى إعجاب الجمهور في أوروبا وحتى فرنسا. كان أول ألبوم للصلام في فرنسا هو Grand Corps Malade أي الجسم الكبير المريض، الذي طرحه الشاعر الغنائي فابيان مارصود الذي إزداد سنة 1977، ويعتبر الصلام في فرنسا حيوي ويتطور بشكل تدريجي تماشيا مع الإبداعات الفنية.
• في بلجيكا: كانت أول خشبة مسرحية يلعب عليها فن الصلام، سنة 2001 في بروكسيل، بعدما كان قد ظهر في باريس.
• في ألمانيا: ظهر سنة 1993.

## الصلام في العالم العربي
- تونس: ظهر بعرض «سلام عليكم» لحاتم القروي في 1 مارس 2008 بقاعة التياترو بتونس العاصمة [4]
- المغرب: ظهر سنة 2012 عن طريق مغني الراب السابق وعضو مجموعة «صوت الشعب» المغربية مصطفى صلامور.